# Lepidozona mertensii
Lepidozona mertensii är en blötdjursart som först beskrevs av von Middendorff 1847.  Lepidozona mertensii ingår i släktet Lepidozona och familjen Ischnochitonidae. Inga underarter finns listade i Catalogue of Life.